# براينت جونسون
براينت جونسون (بالإنجليزية: Bryant Johnson) (7 أكتوبر 1959 - ) هو لاعب كرة يد أمريكي. شارك في الألعاب الأولمبية الصيفية 1988.

## وصلات خارجية
- براينت جونسون على موقع أوليمبيديا (الإنجليزية)